# Bijela Stijena
Bijela Stijena es una aldea de Croacia en el ejido del municipio de Okučani, condado de Brod-Posavina.

## Geografía
Se encuentra a una altitud de 295 m s. n. m. a 142 km de la capital croata, Zagreb.

## Demografía
En el censo 2021 el total de población de la localidad fue de 8 habitantes.
| Gráfica de población de Bijela Stijena 1948-2021                    |
|                                                                     |
| Según los censos de población de la oficina estadística de Croacia. |

## Historia
Existió un antiguo asentamiento en 45°20'58.61"N -  17°11'48.96"E. La ubicación de la fortaleza está al lado del camino hacia Daruvar. Desde esta área podía controlar Posavina, región de Pakrac, una comunicación desde la antigüedad. También hay dos villas antiguas (Benkovac, Cage) en proximidades.
La exploración de este asentamiento fortificado medieval comenzaron en 2012. La investigación fue financiada por el Ministerio de Cultura, el Municipio de Okučani y el Condado de Brod-Posavina.
Bijela Stijena fue una ciudad-fortaleza medieval perteneciente a una mujer noble llamada Barbara Frankopanska, que estuvo casada dos veces. Su primer esposo fue Vuk Grgurović Branković, un déspota serbio. Después de su muerte se casó con Franjo Berislavić Grabarski, un conocido noble croata.
Actualmente, las ruinas cuentan con parte de un muro perimetral, parte de la torre románica, parte de la torre gótica, cuadrada. Asimismo, posee parte del patio del palacio, que es la época de finales del siglo XV y principios del siglo XVI.
Existe material de archivo que menciona las cartas de Bárbara de Bijela Stijena, su legado, las reliquias que donó a Nuestra Señora de Trsat alrededor de 1505. Dedicó parte de su legado a su prima, que estaba casada con Ivanis Korvin, el famoso rey húngaro. 
Cerca de 50 asentamientos gravitaron hacia este fuerte, también era un mercado muy conocido.